# 나오에쓰역
나오에쓰역(일본어: 直江津駅, なおえつえき)은 일본 니가타현 조에쓰시에 있는 철도역이다.
조에쓰 시의 나오에쓰 지구 (구 나오에쓰 시)에서 가장 규모가 큰 역이다. 또한 동일본 여객철도와 제3섹터 에치고토키메키 철도의 경계역으로, 동일본 여객철도 니가타 지사가 영업하고 있다. 또한 호쿠에쓰 급행의 호쿠호쿠 선의 대부분의 하행선 열차가 종착하는 역이다.

## 접속 노선
- 에치고토키메키 철도
  - 묘코 하네우마 라인
  - 니혼카이 히스이 라인
- 동일본 여객철도
  - 신에쓰 본선

당역은 에치고토키메키 철도가 관할한다.
신에쓰 본선을 거쳐 다음과 같은 노선 열차도 이용 가능하다.
- 호쿠에쓰 급행 호쿠호쿠 선

## 역 구조
섬식 3면 6선 구조의 지상역이다. 역사는 선상 구조로, 자유통로를 겸하고 있다. 미도리노마도구치가 설치되어 있는 직영역이지만, Suica·ICOCA를 비롯한 교통카드는 서비스 지역이 아니기 때문에 사용할 수 없다.

### 승강장
| 1   | ■ 니혼카이 히스이 라인 |        | 이토이가와 · 도야마 · 가나자와 방면       |
| 2   | ■ 신에쓰 본선          | (하행) | 가시와자키 · 나가오카 · 니가타 방면       |
| 2   | ■ 호쿠호쿠 선          |        | 도카마치 · 무이카마치 · 에치고유자와 방면 |
| 2   | ■ 니혼카이 히스이 라인 |        | 이토이가와 · 도야마 · 가나자와 방면       |
| 3·4 | ■ 니혼카이 히스이 라인 |        | 이토이가와 · 도야마 · 가나자와 방면       |
| 3·4 | ■ 신에쓰 본선          | (하행) | 가시와자키 · 나가오카 · 니가타 방면       |
| 3·4 | ■ 묘코 하네우마 라인   |        | 다카다 · 아라이 · 묘코코겐 · 나가노 방면  |
| 5   | ■ 신에쓰 본선          | (하행) | 가시와자키 · 나가오카 · 니가타 방면       |
| 5   | ■ 묘코 하네우마 라인   |        | 다카다 · 아라이 · 묘코코겐 · 나가노 방면  |
| 5   | ■ 호쿠호쿠 선          |        | 도카마치 · 무이카마치 · 에치고유자와 방면 |
| 6   | ■ 신에쓰 본선          | (하행) | 가시와자키 · 나가오카 · 니가타 방면       |
| 6   | ■ 묘코 하네우마 라인   |        | 다카다 · 아라이 · 묘코코겐 · 나가노 방면  |
| 6   | ■ 니혼카이 히스이 라인 |        | 이토이가와 · 도야마 · 가나자와 방면       |
| 6   | ■ 호쿠호쿠 선          |        | 도카마치 · 무이카마치 · 에치고유자와 방면 |

## 역세권 정보
- 나오에쓰 항

## 역사
- 1886년 8월 15일 - 관설철도 (뒷날의 일본국유철도) 신에쓰 본선 세키야마역 ~ 나오에쓰 역 구간의 개통과 동시에 개업.
- 1898년 - 지금의 위치로 역사가 옮겨짐.
- 1899년 9월 5일 - 호쿠에쓰 철도 구간 (뒷날의 신에쓰 본선 나오에쓰 ~ 니가타 구간)의 개통으로 환승역이 되었다.
- 1907년 8월 1일 - 호쿠에쓰 철도가 국유화되었다.
- 1911년 7월 1일 - 신에쓰 본선의 지선 격으로 나오에쓰 역 ~ 나다치역 구간이 개업했다. 이 구간은 1913년 호쿠리쿠 본선의 일부가 되었다.
- 1987년 4월 1일 - 민영화에 따라 신에쓰 본선은 동일본 여객철도의 소속, 호쿠리쿠 본선은 서일본 여객철도의 소속이 각각 되었다.
- 2000년 4월 7일: 새 역사 완공.
- 2005년 12월 1일: 자동 개찰 도입.
- 2014년 4월 1일: Suica 도입(가시와자키 방면 사용 가능)
- 2015년 3월 14일: 호쿠리쿠 신칸센 나가노 ~ 가나자와 구간이 연장 개통됨에 따라 당역, 신에쓰 본선 묘코코겐 ~ 당역 구간, 호쿠리쿠 본선 이치부리 ~ 당역 구간이 에치고토키메키 철도에 이관.

## 인접역
| 에치고토키메키 철도 묘코 하네우마 라인   | 에치고토키메키 철도 묘코 하네우마 라인 | 에치고토키메키 철도 묘코 하네우마 라인 |
| ---------------------------------------- | -------------------------------------- | -------------------------------------- |
| 가스가야마 묘코코겐 방면                 |                                        | 시·종착역                              |
| 에치고토키메키 철도 니혼카이 히스이 라인 |                                        |                                        |
| 나다치 이토이가와 방면                   | ■ 쾌속                                 | 시·종착역                              |
| 다니하마 도마리 방면                     | 보통                                   | 시·종착역                              |
| 동일본 여객철도 신에쓰 본선              |                                        |                                        |
| 시·종착역                                | ■ 신에쓰 본선                          | 구로이 나가오카·니가타 방면            |
| 호쿠에츠 급행 호쿠호쿠 선                |                                        |                                        |
| 도카마치 에치고유자와 방면               | ■ 초쾌속                               | 시·종착역                              |
| 사이가타 에치고유자와 방면               | ■ 쾌속·보통                            | 시·종착역                              |